# Bâtiment situé 41 rue Karađorđeva à Valjevo
Le bâtiment situé 41 rue Karađorđeva à Valjevo (en serbe cyrillique : Зграда у Ул. Карађорђевој 41, Ваљево ; en serbe latin : Zgrada u Ul. Karađorđevoj 41, Valjevo) se trouve à Valjevo, dans le district de Kolubara en Serbie. Il est inscrit sur la liste des monuments culturels protégés de la république de Serbie (identifiant no SK 883).

## Présentation
Le bâtiment a été construit en 1885 pour Manojlo Ponjević, un entrepreneur travaillant dans le secteur de la sidérurgie ; elle est caractéristique des maisons de ville des marchands à Valjevo à la fin du XIXe siècle[réf. nécessaire].
Placée dans l'alignement des édifices de la rue Karađorđeva, elle dispose d'un portail séparé conduisant à une cour où se trouve l'entrée. La façade sur rue est enduite de mortier ; elle dispose de cinq fenêtres disposées de manière symétrique et séparées par des pilastres. La corniche qui court sous le toit est sobrement décorée[réf. nécessaire].

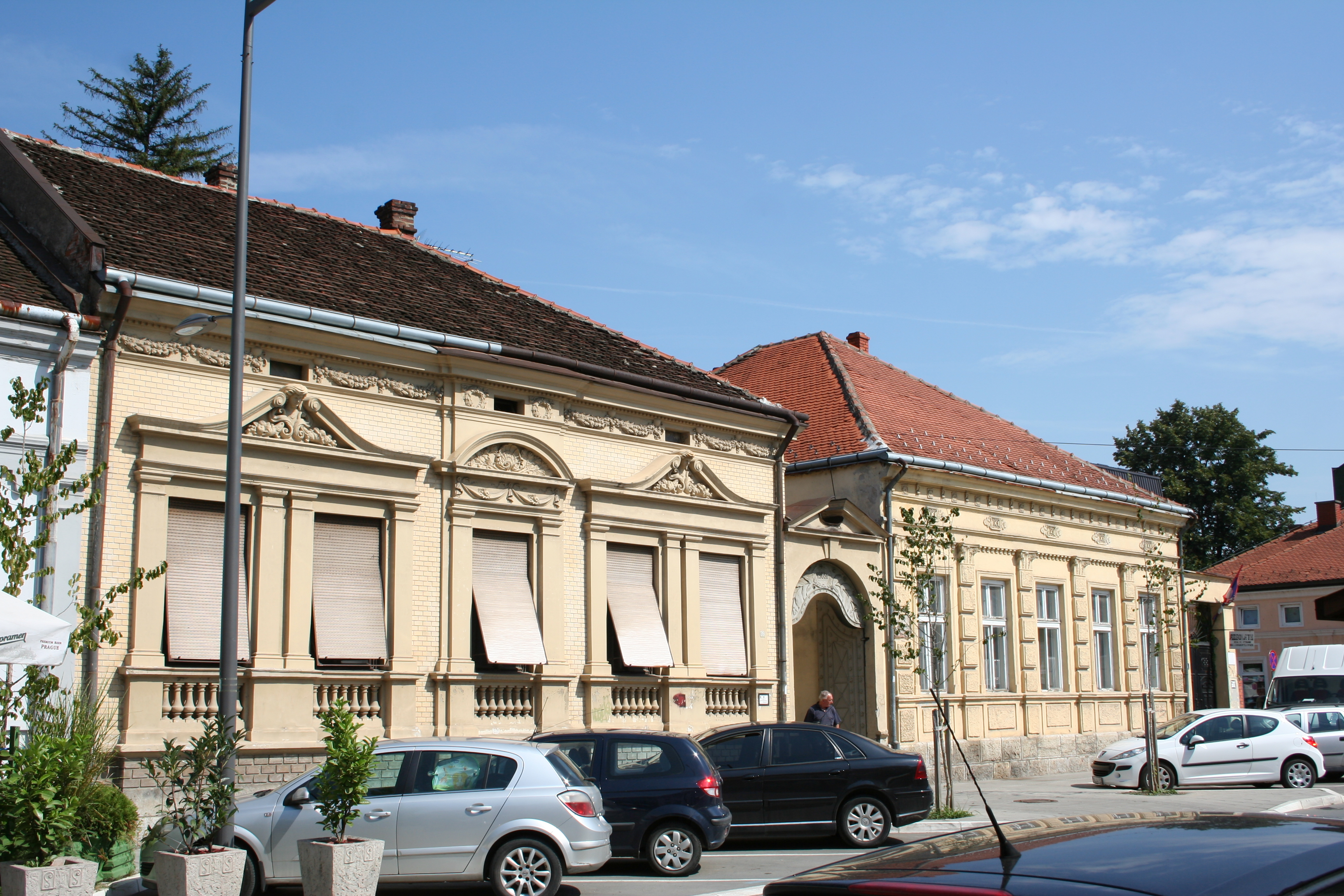
L'ensemble formé par les bâtiments du 39 et 41 rue Karađorđeva